# Afera paliwowa (2002)
Afera paliwowa 2002 – mafijne działania nielegalnego obrotu paliwami na ogromną skalę, ujawnione w 2002 przez dziennikarzy „Rzeczpospolitej”.

## Struktura mafii
Prokuratura w ponad 100 śledztwach w całej Polsce ustaliła następującą strukturę mafii paliwowej:
- Sześciu baronów paliwowych – Arkadiusz Grochulski, Jan Bobrek, Zdzisław Marszałek (wszyscy ze Szczecina) oraz Artur Kawalec, Przemysław Knaś i Zdzisław Majka (wszyscy z Częstochowy);
- łącznicy – ich rolą było pośrednictwo między baronami a wykonawcami: Krzysztof Lemański z Jeleniej Góry, Tomasz Kunicki z Wrocławia, Cezary Gadzaliński ze Szczecina, Piotr Komorowski ze Sztumu, Adam Chmielewski i Wiesław Strózik
- pracze – osoby, którym baronowie powierzali zadanie wyciągnięcia pieniędzy z łańcuchów paliwowych. Zakładali oni spółki, które tworzyły siatkę umów. Przez wytworzenie dużej ilości faktur oraz korekt faktur wcześniej wystawionych brali pieniądze od firm – uczestników procederu. Przejmowali także pieniądze z kredytów bankowych, branych na ich polecenie przez firmy. Uzyskane pieniądze przekazywali baronom paliwowym np. Krzysztof Choma, Bogusław Weimann, Stefan Żelazek, Tomasz Kawecki, Jarosław Rajewski, Zbigniew Lesiak
- ponad ośmiuset szeregowych członków;
- „słupy” – podstawione osoby – bezdomni, narkomani, alkoholicy – którzy za niewielką opłatą zgadzali się, by na ich nazwisko zarejestrowano działalność gospodarczą lub spółkę.

## Metoda działania
- Paliwo importowane:

Na zlecenie łączników członkowie grupy zakładali działalność gospodarczą, wyszukiwali tzw. słupy, dokonywali przelewów, wystawiali faktury, mające potwierdzać rzekome transakcje kupna-sprzedaży paliwa. Dokumentacja przechodziła przez łańcuch spółek, by w końcu w jednej z nich paliwo wprowadzone do Polski bez akcyzy, na papierze stawało się paliwem z opłaconą akcyzą. W rzeczywistości towar szedł prostą drogą od importera do stacji benzynowych.
- Paliwo z rafinerii:

Wokół rafinerii powstawała sieć spółek, często powiązanych z jej kierownictwem. Były one odbiorcami komponentów, które po mieszaniu z innymi składnikami trafiały do stacji benzynowych jako pełnowartościowy olej napędowy. Dokumentacja była tak samo fałszowana jak w przypadku paliwa importowanego. W aferę zamieszane były rafinerie w Trzebini, Jaśle i Gorlicach.
Proceder często dokonywał się przy pomocy pracowników organów skarbowych. Ustalono również powiązania uczestników mafii paliwowej z urzędnikami Ministerstwa Finansów. Mafia miała swoich informatorów także w policji. Część nielegalnych operacji paliwowych odbywała się w bazach PKN Orlen lub w dawnych bazach wojskowych. Wśród zamieszanych w ten proceder byli także emerytowani oficerowie wojska i Wojskowych Służb Informacyjnych. Zarzuty korupcyjne postawiono po raz pierwszy w historii polskiej policji Komendantowi Wojewódzkiemu w randze generała – Mieczysławowi K.

## Procesy karne
Do sądów skierowano 19 aktów oskarżenia, 330 osobom postawiono zarzuty, a 50 aresztowano. Według prokuratury w nadużycia paliwowe zamieszane były 1263 firmy. W jednym tylko śledztwie prowadzonym przez krakowską prokuraturę straty Skarbu Państwa z tytułu uszczuplonej akcyzy wyceniono na ponad miliard zł.
Generał Policji Mieczysław K. został w 2016 roku prawomocnie uniewinniony od wszystkich stawianych mu zarzutów.
W 2018 roku krakowski Sąd Okręgowy nieprawomocnie uniewinnił Jana Bobreka i Zdzisława Marszałka od zarzucanych im czynów.